# Commune fusionnée de Kyllburg
La commune fusionnée de Kyllburg est une municipalité allemande située dans le land de Rhénanie-Palatinat et l'arrondissement d'Eifel-Bitburg-Prüm.

Localisation de la Verbandsgemeinde de Kyllburg dans l'arrondissement d'Eifel-Bitburg-Prüm